# Stephen Hillenburg

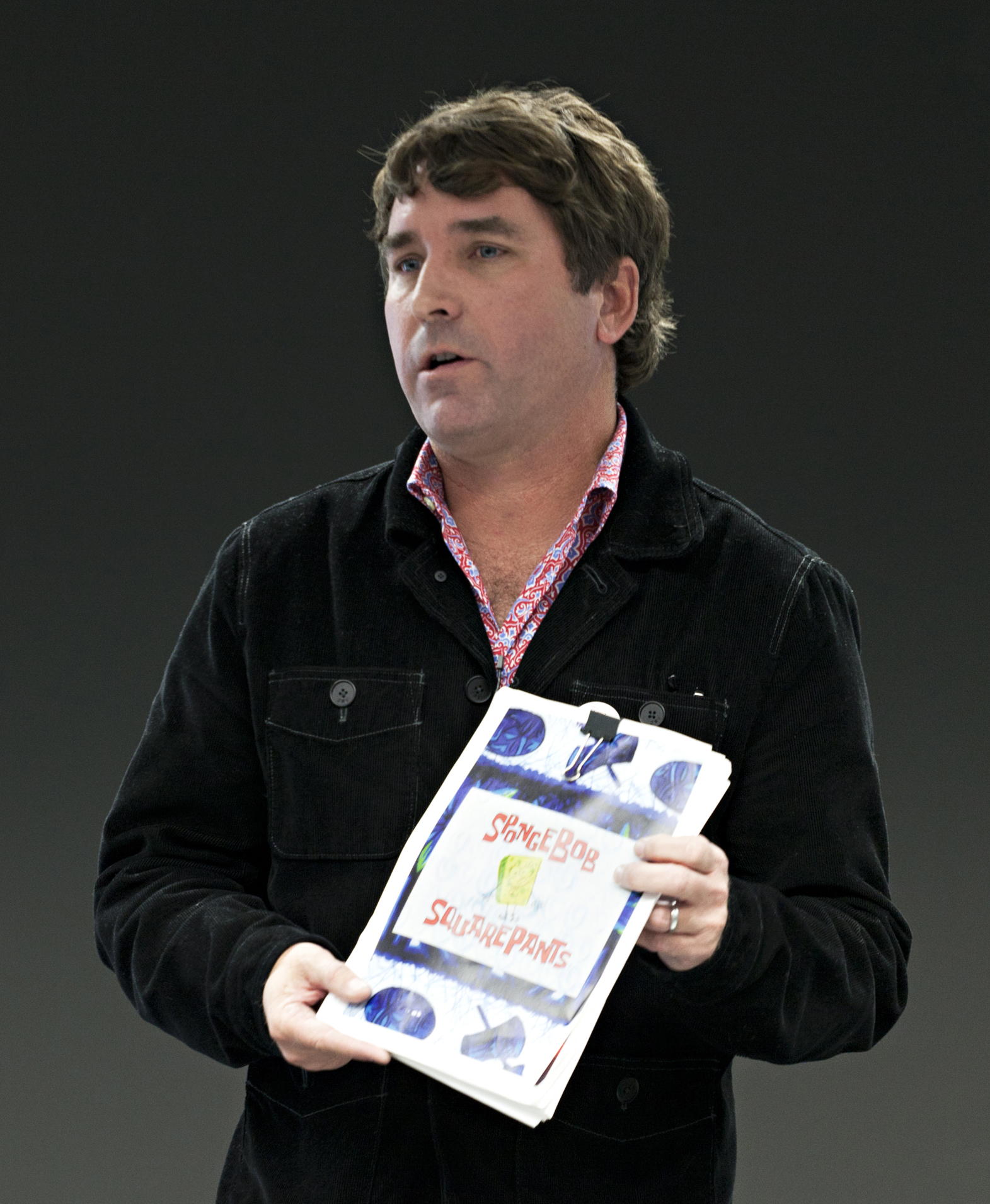
Stephen Hillenburg (2011)

Stephen McDannell Hillenburg (* 21. August 1961 in Fort Sill, Oklahoma; † 26. November 2018 in San Marino, Kalifornien) war ein US-amerikanischer Cartoon-Produzent, Drehbuchautor, Animator, Regisseur, Schauspieler, Ozeanologe, sowie der Erfinder der Zeichentrickfigur SpongeBob Schwammkopf.

## Jugend und Bildung
Mitte der 1960er-Jahre zog seine Familie aus Oklahoma nach Kalifornien. Hillenburg begeisterte sich schon in jungen Jahren für die Meereswelt. Er war fasziniert von den Filmen Jacques-Yves Cousteaus und begann im Alter von 15 Jahren mit dem Schnorcheln. Nachdem er die Highschool in Anaheim absolviert hatte, schrieb er sich in der Humboldt State University ein. Er schloss sein Studium 1984 mit einem Abschluss für Prospektion mit Schwerpunkt auf Meeresbodenbergbau ab. Als Nebenfach wählte er Kunst. 1992 erreichte er einen Master of Fine Arts im Bereich des experimentellen Zeichentrickfilms beim California Institute of the Arts, das von Walt Disney gegründet wurde.

## Karriere
Hillenburg war von 1984 bis 1987 Meeresbiologie-Lehrer am Orange County Ocean Institute in Dana Point, Kalifornien. Zu dieser Zeit entstand das pädagogische Comic-Heft The Intertidal Zone („Die Zwischengezeitenzone“), welches Lebewesen eines Gezeitentümpels darstellt. 1987 entschied sich Hillenburg dafür, eine Karriere im Zeichentrickfilm zu verfolgen, seiner zweiten lebenslangen Leidenschaft. Seine zwei experimentellen Kurzfilme The Green Beret (1991) und Wormholes (1992) wurden bei mehreren Kurzfilmfestivals aufgeführt und erhielten verschiedene Preise.
Während er noch die Zeichentrickfilm-Schule besuchte, erhielt Hillenburg einen Job bei der Kinder-Fernsehreihe Mother Goose & Grimm von 1991 bis 1993. Joe Murray, Schöpfer von Rockos modernes Leben, traf Hillenburg auf einem Zeichentrick-Festival und machte ihm das Angebot, bei der Serie Regie zu führen. Hillenburg nahm an und trat Nickelodeon als Autor und Storyboard-Künstler bei. Er freundete sich mit Tom Kenny, der später die englischsprachige Stimme von SpongeBob übernahm, und zukünftigen Mitarbeitern der Serie, unter anderem Mr. Lawrence und Paul Tibbitt, an.
Als Rockos Modernes Leben 1996 endete, entwickelte Hillenburg auf Anraten seines Kollegen Martin Olson mit seinen Künstlerkollegen Derek Drymon und Nick Jennings ein Konzept für eine neue Serie über Seewesen, basierend auf Figuren, die er für den Comic The Intertidal Zone geschaffen hatte. Er fokussierte die Serie auf einen Schwamm, den er zunächst als einen natürlichen Schwamm zeichnete, dem er später aber ein quaderförmiges Äußeres verpasste. 1997 tat sich Hillenburg mit einigen seiner ehemaligen Kollegen von Rockos Modernes Leben zusammen. Sie halfen, die Hintergründe und Figuren der Serie zu entwerfen. 1998 stellte Hillenburg die Show Nickelodeon vor. Nach dem Piloten Aushilfe gesucht, der am 1. Mai 1999 gezeigt wurde, kaufte Nickelodeon die Rechte an der Serie und begann im Juli 1999 mit der Ausstrahlung.
Ursprünglich sollte die Hauptfigur SpongeBoy heißen. Dieser Name war aber urheberrechtlich geschützt. Karen, Planktons Computerfrau, wurde nach Stephen Hillenburgs Frau benannt. Hillenburg trat 2004 von seiner Position nach der Produktion von Der SpongeBob Schwammkopf Film zurück. Er spielte jedoch das Ukulelelied in der Folge Best Day Ever.

## Privates
Im März 2017 gab Hillenburg bekannt, dass bei ihm Amyotrophe Lateralsklerose (ALS) diagnostiziert worden war. Er starb am 26. November 2018 im Alter von 57 Jahren an den Folgen der Krankheit. Seine Asche wurde an der kalifornischen Küste verstreut. Stephen Hillenburg war verheiratet und hinterlässt einen Sohn.

## Filmografie (Auswahl)
- 1999–2018: SpongeBob Schwammkopf (SpongeBob SquarePants, Fernsehserie)
- 2004: Der SpongeBob Schwammkopf Film (The SpongeBob SquarePants Movie)
- 2015: SpongeBob Schwammkopf 3D (The SpongeBob Movie: Sponge Out of Water)